# Sorex orizabae
Sorex orizabae (musaraña de cola larga de Orizaba) es una especie de musaraña de la familia soricidae.

## Distribución geográfica
Se encuentra en los estados de Ciudad de México, Michoacán, Morelos, Puebla, Tlaxcala , y Veracruz en México.